# Strombolicchio
Strombolicchio je malý italský ostrov sopečného původu a nejsevernější bod Liparských ostrovů, které administrativně náležejí do sicilského správního celku Metropolitní město Messina. Strombolicchio leží v Tyrhénském moři 1,5 km severovýchodně od ostrova Stromboli.

## Popis ostrova

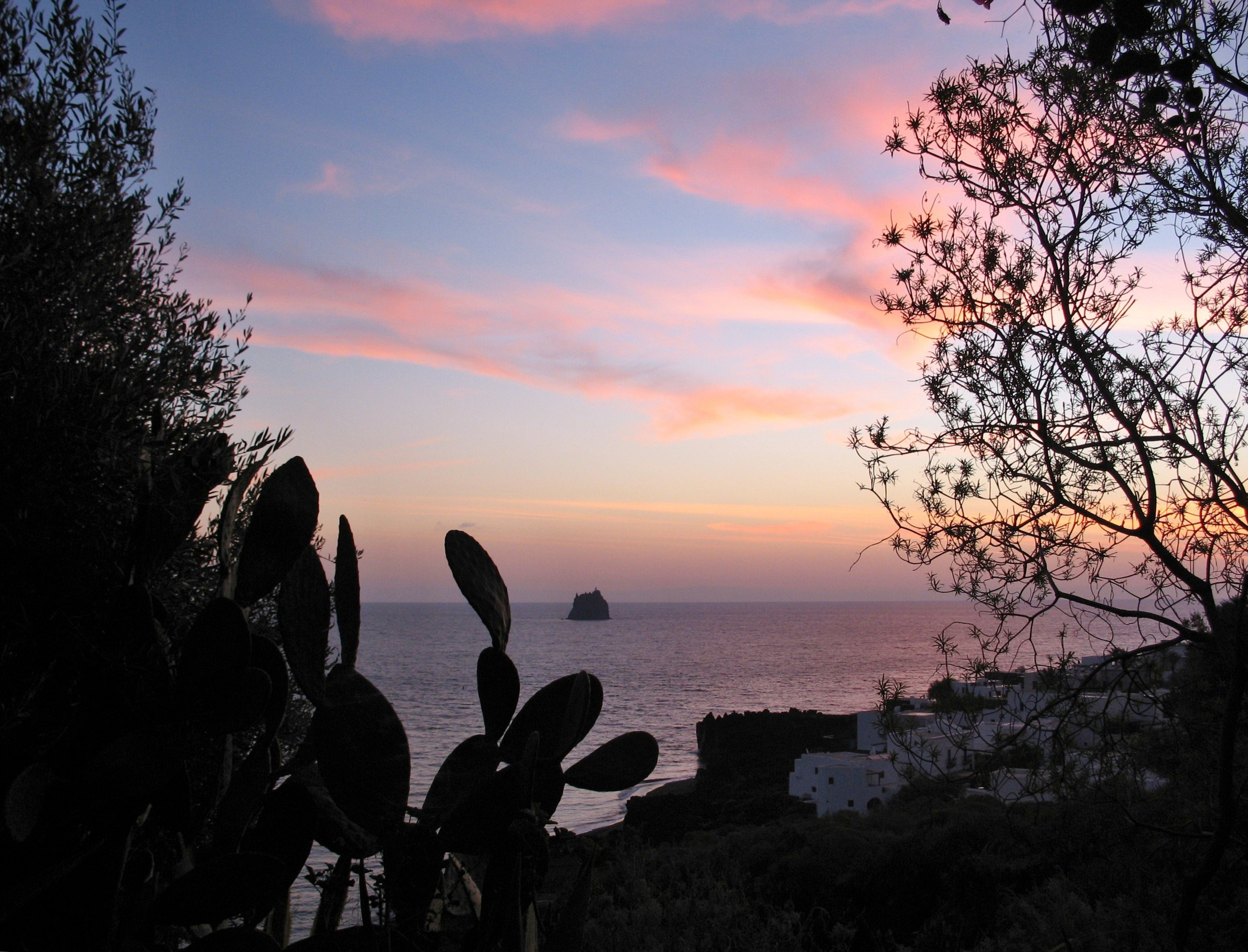
Pohled na Strombolicchio ze severního pobřeží Stromboli

Název v italštině, respektive sicilštině znamená Malé Stromboli. Ostrov s plochou 0,35 ha je neobydlen, není zde voda ani orná půda. Na jeho vrcholu byl v letech 1920–1926 postaven maják s výškou 8 metrů. Maják byl dán do provozu až v roce 1938 v souvislosti se začátkem 2. světové války. V současnosti je jeho provoz plně automatizován a je pod správou italského námořnictva. Elektrickou energii získává pomocí fotovoltaiky.
Původní výška ostrova byla 56 metrů, ale výstavbou majáku byla snížena na 49 metrů. Ve strmém útesu byly pro přístup z moře vybudovány schody o 211 stupních. 

## Přírodní rezervace
Na Strombolicchiu byla v roce 1991 vyhlášena přírodní rezervace se vzácnými druhy rostlin a živočichů. Vstup je povolen pouze vědeckým expedicím, ale nehlídaný ostrov navštěvují i turisté.